# Лицо женщины (фильм, 1941)
«Лицо женщины» (англ. A Woman's Face) — мелодрама с элементами фильма нуар режиссёра Джорджа Кьюкора, которая вышла на экраны в 1941 году.
В основу сценария фильма положена пьеса 1932 года «Жили-были…» (фр. Il était une fois...) французского драматурга Франсиса де Круассе (фр. Francis de Croisset). По этой пьесе ранее в Швеции уже был поставлен фильм «Лицо женщины» (швед. Kvinnas ansikte) (1938), главную роль в котором сыграла Ингрид Бергман.
Фильм рассказывает историю Анны Холм (Джоан Кроуфорд), молодой женщины с изуродованным в детстве лицом, которая из-за своего уродства возненавидела весь мир. Занимаясь шантажом, она знакомится с представителем знатного семейства Торстеном Бэррингом (Конрад Вейдт), и влюбляется в него. Когда пластический хирург (Мелвин Дуглас) исправляет её уродство, Торстен втягивает Энн в свой план стать наследником своего богатого дяди Магнуса Бэрринга (Альберт Бассерманн), для чего нужно убить его малолетнего племянника. Попав в качестве гувернантки в дом Магнуса, под влиянием царящей там атмосферы добра Анна меняет свой характер, в итоге отказываясь выполнить приказ Торстена убить мальчика. Когда Торстен решает сделать это сам, Анна убивает его.
Несмотря на некоторые слабые моменты в сценарии, фильм получил высокие оценки критики за отличную режиссёрскую работу Кьюкора, прекрасную работу гримёра, операторскую работу и монтаж, и, особенно, за великолепную игру актёрского ансамбля во главе с Джоан Кроуфорд.

## Сюжет
В Стокгольме молодая женщина Анна Холм (Джоан Кроуфорд) предстаёт перед судом по обвинению в убийстве. Суд приводит к присяге семерых свидетелей. Первым для дачи показаний вызывается официант Герман Рундвик (Дональд Мик), который работал в дорогом ресторане в пригороде Стокгольма. Как она рассказывает, однажды аристократ Торстен Барринг (Конрад Вейдт) устроил в этом ресторане ужин, на котором среди прочих гостей присутствовала Вера Сегерт (Оса Массен), жена известного пластического хирурга Густава Сегерта (Мелвин Дуглас), а также Эрик (Чарльз Куигли), последний из ухажёров Веры. Когда официант, а затем и управляющий рестораном Бернард Дальвик (Реджинальд Оуэн) отказывает Торстену в оплате ужина в кредит, тот требует встречи с хозяйкой ресторана. Пройдя в её кабинет, он видит Анну Холм, которая старательно прячет под шляпой своё лицо. Догадавшись о том, что Анна стесняется шрамов на правой стороне своего лица, Торстен умело льстит ей, говоря о её прекрасных глазах. Очарованная его словами и его манерами, Анна даёт указание принять от него оплату ужина в кредит. После ухода гостей Эрик возвращается в ресторан, спрашивая Рундвика, не находил ли тот чего-то, что выпало из кармана его пальто.
Следующим в качестве свидетеля вызывается Бернард Дальвик, который показывает, что он, Анна и Рундвик заработали большую часть своих денег с помощью шантажа. Он рассказывает, что однажды Торстен с букетом цветов навестил Анну, после чего стало очевидно, что Анна влюбилась в него. Вскоре в ресторан вернулась Кристина Дальвик (Конни Гилкрист), которая делает Вере массаж, рассказывая, что рекомендовала своей клиентке, любовные письма которой к Эрику пропали после ужина, обратиться за помощью к Бернарду.
После этого для дачи показаний вызывается Вера, которая рассказывает, что пришла в ресторан к Дельвику с просьбой помочь вернуть письма. Дельвик согласился помочь, потребовав за свои услуги 5 тысяч крон. Когда Вера стала говорить, что у неё нет таких денег, Дальвик вышел в соседнюю комнату, чтобы проконсультироваться с Анной, которая незаметно наблюдала за их разговором, с горечью увидев, насколько Вера привлекательна по сравнению с ней. Анна заявляет, что сама встретится с Верой, чтобы продать ей письма.
Следующей для дачи показаний вызывается Вера, которая рассказывает, что однажды, когда она была одна, Анна пришла к ней домой. Возненавидев Веру за её красоту, Анна потребовала за письма не 5, а 10 тысяч крон. На попытки Веры возразить, что у неё нет таких денег, Анна жёстко требует, чтобы та расплатилась своими драгоценностями, которые дарил ей муж. Когда Вера уходит на второй этаж за драгоценностями, неожиданно возвращается Густав. Чтобы не загубить дело, Анна пытается сбежать через окно, однако падает и подворачивает лодыжку. Густав осматривает её ногу, делая перевязку, а затем собирается позвонить в полицию и сообщить о том, что задержал воровку. Однако Вера, боясь разоблачения, останавливает мужа, делая вид, что жалеет Анну, и просит отпустить её. Вглядевшись в лицо Анны, Густав замечает шрамы, после чего уговаривает её сделать операцию.
Затем показания даёт Анна. Она рассказывает, что в детстве жила в бедности, и когда ей было пять лет, её отец, который постоянно пил, устроил в доме пожар, в результате которого у неё обгорела правая сторона лица. Из-за оставшихся шрамов на лице у Анны было много проблем — дети избегали общения с ней, а когда ей было шестнадцать лет, из ненависти ко всему миру она встала на преступный путь. В конце концов, она добилась успеха как владелица ресторана. Мужчины сторонились её из-за её уродства, и Торстен был первым, кто стал общаться с ней как с привлекательной женщиной. Когда Анна прямо спросила у него, в какую беду он попал, Торстен ответил, что сейчас у него всё в порядке, но в дальнейшем ему может понадобиться её помощь. Ради любви к Торстену Анна приняла предложение Густава и легла в его швейцарскую клинику, где в течение двух лет ей сделали двенадцать операций. Работа Густава дала отличные результаты — Анна стала красивой женщиной без какого-либо дефекта на лице. Однако Густав, понимавший характер Анны, переживал по поводу того, кого он в итоге создал — прекрасную Галатею или бессердечного Франкенштейна?
По возвращении в Швецию Анна приходит к Торстену, который с восхищение оценивает изменение её внешности, однако она говорит ему, что при этом не стала «святой». В ходе приятного совместного вечера Торстен рассказывает Анне о своей семье. Он, в частности, говорит, что его пожилой и очень богатый дядя, консул Магнус Барринг (Альберт Бассерманн) решил в обход Торстена оставить всё своё наследство своему четырёхлетнему внуку Ларсу-Эрику (Ричард Николс). Далее Торстен намекает Анне, что если с Ларсом-Эриком что-либо случится до смерти Магнуса, то всё его наследство достанется Торстену. Понимая, что Торстен хочет, чтобы она помогла ему избавиться от мальчика, Анна приходит в ужас, но Торстену удаётся убедить её следовать его плану. Судьям она подтверждает, что согласилась убить мальчика.
Сменив имя на Ингрид Паулсен, Анна по протекции Торстена устраивается в качестве гувернантки Ларса-Эрика и переезжает в дом Магнуса. Усадьба Барринга расположена в красивой сельской местности на берегу реки с водопадом, неподалёку от принадлежащего ему металлургического завода. У Анны сразу же складываются тёплые, дружеские отношения с добрым, заботливым Магнусом и с его не по годам разумным, воспитанным внуком. Однажды, накануне дня рождения Магнуса в его доме собирается много гостей, среди которых Торстен и Густав. Торстен танцует с Анной, напоминая об их плане. Позднее Густав разговаривает с ней, рассказывая, что разводится с Верой. Решив, что Анна сменила имя, чтобы начать новую добропорядочную жизнь, Густав обещает держать её прошлое в секрете. На следующий день, пытаясь подслушать разговор между Торстеном и Густавом, Анна забывает о Ларсе-Эрике, которого положила прогреться под солнечной лампой. Видя её искреннее огорчение от своей оплошности, Торстен начинает сомневаться, что Анна по-прежнему готова убить мальчика. Он жёстко требует от неё, чтобы Ларс-Эрик умер в этот же день, и она, несмотря на внутренний протест, обещает это Торстену.
Далее показания даёт Густав, который заявляет, что случай с лампой навёл его на мысль, что творится что-то неладное. Он решил проследить за Торстеном и Анной, заметив, как они о чём-то говорят у водопада. После этого Анна с Ларсом-Эриком направляется к канатной дороге, протянутой над водопадом. Опасаясь неладного, Густав садится в параллельно идущий вагончик дороги, чтобы проследить за действиями Анны, которая сначала как будто собирается открыть дверцу вагончика, чтобы вытолкнуть Ларса-Эрика, но затем уверенно запирает её. Увидев, как Анна крепко обнимает Ларса-Эрика, Густав понимает, что она не способна никого убить. Завершая свой рассказ, в ответ на вопрос прокурора Густав признается, что любит Анну.
Для дачи показаний вызывается Эмма Кристиансдоттер (Марджори Мейн), экономка консула, которая сообщает, что позже подслушала разговор Торстена и Анны. По её словам, Торстен насмехался над проявленной Анной мягкостью и нерешительностью, пугая её той властью, которую принесут ему деньги консула, и обещая «сделать в Швеции то, что было сделано в других странах». В день рождения консула, как раз перед традиционной праздничной поездкой на санях, Анна подарила Магнусу портативный набор шахмат, который Эмма, по её словам, положила вместе с другими подарками, после чего неожиданно замолкает.
Слово предоставляется консулу, который рассказывает, что должен был ехать в санях вместе с Анной и Ларсом-Эриком, однако Торстен забрал мальчика в свои сани и понёсся вперёд. Собравшиеся гости решили, что Торстен устроил гонки наперегонки с Густавом и Анной, хотя на самом деле они гонятся за Торстеном, чтобы спасти испуганного ребёнка. Когда они догоняют сани Торстена, тот и не думает останавливаться, продолжая отчаянно нестись вперёд. Опасаясь за жизнь Ларса-Эрика, Анна достаёт пистолет и стреляет в Торстена. Убитый наповал, Торстен вылетает из саней и скатывается с обрыва вниз, падая в водопад. Консул считает, что Анна невиновна, однако его утверждение не убеждает судей. Тогда Анна прерывает консула, заявляя, что ему известно о её невиновности из записки, которую она оставила в шахматном наборе. Эмма выходит вперед и признается, что она вынула из шахмат и забрала записку Анны, в которой та предупреждает консула об опасности, нависшей над его внуком, и пишет, что собирается покончить с собой.
Когда судьи уходят в совещательную комнату для вынесения приговора, Вера пытается помириться с Густавом, но он отвергает её и уходит к Анне. Они признаются друг другу в любви, и Густав делает ей предложение. В этот момент выходит секретарь суда, объявляя, что судьи готовы вынести своё решение. Секретарь разрешает Густаву пройти в зал суда вместе с Анной.

## В ролях
- Джоан Кроуфорд — Анна Холм
- Мелвин Дуглас — доктор Густав Сегерт
- Конрад Вейдт — Торстен Бэрринг
- Оса Массен — Вера Сегерт
- Реджинальд Оуэн — Бернард Дальвик
- Альберт Бассерманн — консул Магнус Бэрринг
- Марджори Мэйн — Эмма Кристиансдоттир
- Дональд Мик — Херман Рундвик
- Конни Гилкрист — Кристина Дальвик
- Ричард Николс — Ларс Эрик Бэрринг
- Чарльз Куигли — Эрик
- Гвили Андре — Густа
- Клиффорд Брук — Викман
- Джордж Зукко — адвокат
- Генри Колкер — судья
- Роберт Уорик — помощник судьи
- Гилберт Эмери — помощник судьи
- Генри Дэниелл — прокурор
- Сара Пэдден — матрона в полиции
- Уильям Фарнум — посетитель суда

## Создатели фильма и исполнители главных ролей
Режиссёр фильма Джордж Кьюкор четыре раз номинировался на «Оскар» как лучший режиссёр за фильмы «Маленькие женщины» (1933), «Филадельфийская история» (1940), «Двойная жизнь» (1947) и «Рождённая вчера» (1950), завоевав свой единственный «Оскар» за фильм «Моя прекрасная леди» (1964). Как режиссёр он также работал над такими значимыми фильмами, как «Унесённые ветром» (1939), «Волшебник страны Оз» (1939), «Женщины» (1939), «Газовый свет» (1944) и «Звезда родилась» (1954).
Джоан Кроуфорд добилась первого успеха в кино в фильмах 1930-х годов, таких как «Одержимая» (1931), «Гранд Отель» (1932), «Дождь» (1932), «Танцующая леди» (1933) и «Сэди Макки» (1934), однако затем в её карьере наступил спад. По словам историка кино Маргариты Ландахури, к началу 1940-х годов стареющая Джоан Кроуфорд находила хорошие роли очень редко. Хотя благодаря успеху в фильме Кьюкора «Женщины» (1939), «она перестала восприниматься как „кассовый яд“, тем не менее, она понимала, что если она хочет продолжать процветать на MGM, ей нужно найти материал получше, чем глянцевые мелодрамы, в которых она снималась». По этой причине, по словам историка кино Денниса Шварца, она «ухватилась за шанс сняться в этой колоритной роли в „Лице женщине“, несмотря на то, что ей пришлось играть женщину с изуродованным лицом». В итоге эта роль «оказалась одной из самых известных её ролей, и она только продвинула её карьеру как серьёзной драматической актрисы». Как пишет историк кино Маргарита Ландазури, «воодушевленная этим успехом, Кроуфорд затем хотела взять роль глухонемой девушки» в «Винтовой лестнице» (1946), но глава студии MGM Луис Майер сказал ей: «Больше никаких калек или искалеченных женщин!». В итоге Кроуфорд снялась ещё в нескольких глянцевых, не очень успешных мелодрамах, а в 1943 году после 18 лет работы рассталась со студией. По словам киноведа, Кроуфорд «гордилась своей работой в этом фильме и приписывала ей вклад в премию „Оскар“, которую она получила за фильм „Милдред Пирс“ (1945)». Как сказала сама Кроуфорд, «актёр, который работает уже некоторое время, не получает награду только за одну картину. Это должно быть накопление серии достижений». Позднее Кроуфорд ещё дважды номинировалась на «Оскар» как исполнительница главной роли в фильмах нуар «Одержимая» (1947) и «Внезапный страх» (1952).
В актерском составе второго плана в этом фильме было занято двое беженцев из нацистской Германии. По иронии судьбы, Конрад Вейдт, сыгравший в своё время ещё в фильме «Кабинет доктора Калигари» (1920). стал известен в США благодаря ролям нацистов, наиболее известным среди которых был майор Штрассер в «Касабланке» (1942). Про свою роль коварного любовника Кроуфорд в этом фильме Вейдт сказал: «Я Люцифер в смокинге!». По словам Боба Томаса, биографа Кроуфорд, Вейдт «был источником вдохновения для Джоан; она редко видела в ком-либо такую драматическую энергию», как в этом артисте.
Как далее написала Ландазури, другой беженец из Германии «Альберт Бассерманн сыграл небольшую, но ключевую роль дяди Вейдта. Сценарист фильма Дональд Огден Стюарт написал в своих мемуарах, что Бассерманн в то время не говорил по-английски и выучил свои реплики фонетически». По словам Ландаузри, «это может быть правдой, а может и нет, поскольку ту же историю рассказывали о роли Бассерманна, номинированного на премию „Оскар“ в фильме „Иностранный корреспондент“ (1940), и к тому времени, когда он снялся в „Женском лице“, у него за плечами уже было более полудюжины англоязычных фильмов». Однако, как отмечает Ландазури, «как бы он не получил эту роль, она была сыграна превосходно и принесла ему восторженные отзывы критиков».
Ландазури также обращает внимание на работу гримёра Джека Доуна, который сделал грим со шрамом на лице Кроуфорд. Доун начинал как актёр и каскадер, а с 1935 по 1950 год возглавлял гримёрный отдел MGM. Доун создал грим для таких фильмов, как «Волшебник страны Оз» (1939) и «Доктор Джекилл и мистер Хайд» (1941). По мнению Ландзури, «грим в этом фильме был настолько реалистично ужасен, что глава студии Луис Майер отказался разрешить для публичной демонстрации какие-либо фотографии изуродованного лица Кроуфорд». Интересно, что сыновья Доуна, Уэс и Боб, а также его внук Джефф продолжили его дело. Так, Боб создал грим для персонажа мистера Спока в пилотном эпизоде телесериала «Звездный путь» (1966). Джефф создал грим Арнольда Шварценеггера в трёх фильмах о Терминаторе 1984—2003 годов.

## История создания фильма
Фильм основан на пьесе французского драматурга Франсиса Де Круассе (фр. Francis de Croisset) «Жили были», сценарий фильма написали Дональд Огден Стюарт и Эллиот Пол. Эта пьеса в 1938 году была экранизирована в Швеции также под названием «Лицо женщины» (суахили  En kvinnas ansikte). Режиссёром того фильма был Густав Муландер, а главную роль в нём сыграла Ингрид Бергман.
Посмотрев шведскую картину, Кроуфорд решила, что её следующим фильмом будет её ремейк, а режиссером станет Джордж Кьюкор, который снял её в фильмах «Женщин» (1939) и «Сьюзен и Бог» (1940). Глава MGM Луис Б. Майер был уверен, что это разрушит её карьеру, заявив актрисе: «Ты с ума сошла? Ты хочешь, чтобы публика увидела, что ты выглядишь уродливо?» Но Кроуфорд была непреклонна, и Майер неохотно согласился на производство фильма.
Как отмечает Ландазури, работая с Кьюкором над созданием образа Анны Холм, «Кроуфорд полностью доверяла своему режиссеру. Кьюкор стоял в стороне, внимательно наблюдая за ней в поисках каких-либо признаков того, что он называл „где вылезала королева кино“, и кривил лицо и тело, чтобы напомнить ей, что она должна быть изуродованной, побитой женщиной». В частности, в сцене, где героиня рассказывает историю несчастного случая, оставившего шрамы на её лице, Кьюкор хотел, чтобы Кроуфорд произносила реплики ровно без выражения и без эмоций. Он велел ей готовиться, проговаривая таблицу умножения снова и снова, пока её голос не превратился в монотонный. Эта сцена, по словам Ландазури, стала «одной из самых сильных в фильме». Кроме того, Кьюкор удачно создаёт напряжённость в начале фильма, тщательно скрывая лицо Крофорд с помощью тени, и показывая его только в ключевой момент. По мнению критика, «нуарная операторская работа Роберта Планка также усилила настроение картины».
Актёр Чарльз Куигли был взят в аренду у студии RKO Pictures для этого фильма. По информации The Hollywood Reporter, на роль Веры пробовалась актриса Анита Луиз.
Съёмки фильма проходили в павильонах студии MGM. Натурные сцены в снежных горах снимались в Сан-Вэлли, Айдахо.
Фильм находился в производстве с 23 января по 29 марта 1941 года. Премьера фильма состоялась в Нью-Йорке 15 мая 1941 года. Фильм вышел на широкие экраны 23 мая 1941 года.
Как отмечено в статье о фильме в журнале TV Guide, «картина не была хитом, когда она была впервые выпущена на экраны, но когда промоутеры начали бить тревогу, называя Кроуфорд „женщиной-монстром“, зрители повалили на неё».

## Оценка критиками фильма и оценка игры Джоан Кроуфорд
В статье в Hollywood Citizen-News от 3 мая 1941 года было отмечено, что этот фильм стал частью недавней «лавины фильмов с флэшбеками», и у него «европейский» вид.
Как пишет Ландазури, «Кроуфорд получила восторженные отзывы за свою игру в этом фильме». Так, The Hollywood Reporter назвал её работу «величайшей актерской ролью в её карьере… она великолепна». Еженедельник Variety отметил, что игра Кроуфорд была просчитанным риском, который окупился: «Мисс Кроуфорд делает радикальный шаг как гламурная девушка на экране, чтобы позволить себе макияж, необходимый для обезображивания лица в первой половине картины — это новшество, которое вполне может заинтересовать других звёзд экрана с драматическими наклонностями, чтобы они были восприимчивы к подобным ролям».
Как отметил современный историк кино Хэл Эриксон, «это один из лучших фильмов Джоан Кроуфорд». Киновед Крейг Батлер также полагает, что это «прекрасный фильм для Кроуфорд, который обеспечил затухающей в тот момент звезде тот тип роли, который она действительно могла сыграть с блеском». По словам Батлера, «Кроуфорд с помощью режиссера Джорджа Кьюкора создает мощный образ, который использовал многое из её прошлых актёрских работ, но даёт ей возможность продемонстрировать больший диапазон, чем это часто бывало ранее». Как далее пишет автор, «очевидно, что любая актриса наслаждается ролью с перевоплощением, когда её персонаж меняется не только физически, но и эмоционально в течение фильма, и Кроуфорд уделила этой роли много внимания. Это видно по тому, как тщательно она показывает изменения в характере, как она позволяет своей героине развиваться на протяжении фильма». При этом своей игрой Кроуфорд «вызывает волнение, ни на минуту не позволяя забыть, что она звезда, за которой наблюдают». По мнению Батлера, режиссёрская «работа Кьюкора довольно хороша; он знает, что фильм полностью принадлежит его звезде, и красиво обрамляет её, но он не пренебрегает и своими прекрасными и талантливыми актёрами второго плана». В фильме «есть хорошие моменты у всех основных исполнителей», хорошо играет, в частности, Конрад Вейдт. Производственные качества картины также «прекрасны, сочетая блеск, который можно ожидать от Кьюкора, с некоторой темной и мрачной стороной».
По мнению историка кино Денниса Шварца, это «превосходный ремейк одноименного шведского фильма». Как отметил киновед, «Кьюкор, как обычно, прекрасно справляется с актёрами, создавая тонко прорисованную напряжённую атмосферу, и тем самым превращает эту нелепую судебную мелодраму в доставляющий наслаждение фильм», несмотря на то, что в нём много «бессмысленных диалогов и не вызывающих доверия интриг». В частности, «нас просят поверить в то, что уродливая внешность может сделать человека настолько плохим внутренне, что он готов быть мошенником и даже убийцей». Но небольшая пластическая операция, судя по этому фильму, это «такое замечательное лечение, что оно может вылечить даже сердце». В итоге, по мнению Шварца, «если бы не мастерская режиссура Кьюкора, неистовая игра Кроуфорд и зловещая игра Вейдта, который забирает картину себе, этот фильм был бы подпорченным фильмом, который невозможно исправить».
По мнению обозревателя журнала TV Guide, этот фильм превосходит шведскую картину 1938 года, которая была основана на той же пьесе Франсиса де Круассе. Как отмечается в статье, картина начинается в суде и прокручивается через серию флэшбеков, при этом личность жертвы остаётся в тайне почти до самого конца. По мнению обозревателя, «это почти, но не совсем, фильм нуар, возможно, из-за стремления Кьюкора придать истории лоск и гламур, и не снимать её в мрачном стиле». Как далее отмечается в рецензии, фильм «безупречно спродюсирован, тщательно смонтирован и, самое главное, со вкусом сыгран», благодаря чему «выходит далеко за рамки „женской картины“ и занимает место среди лучших работ Кроуфорд». По мнению автора статьи, «Кроуфорд великолепна в этой нетипичной истории и должна была быть номинирована на „Оскар“», но в этот год вышло ещё несколько отличных фильмов с участием таких звёзд, как Джоан Фонтейн (которая получила «Оскар» за фильм «Подозрение» (1941), а также удостоенных номинаций на «Оскар» Грир Гарсон, Оливии де Хэвилленд, Бетт Дэвис и Барбары Стэнвик.